# Amrus ben Yusuf
Amrus ibn Yusuf al-Muwalad (en árabe: عمروس بن يوسف المولد‎ (Huesca, 760 - Talavera de la Reina o Zaragoza, 813 u 814) fue un militar y político andalusí, caudillo del Califato de Córdoba y valido de Alhakén I.

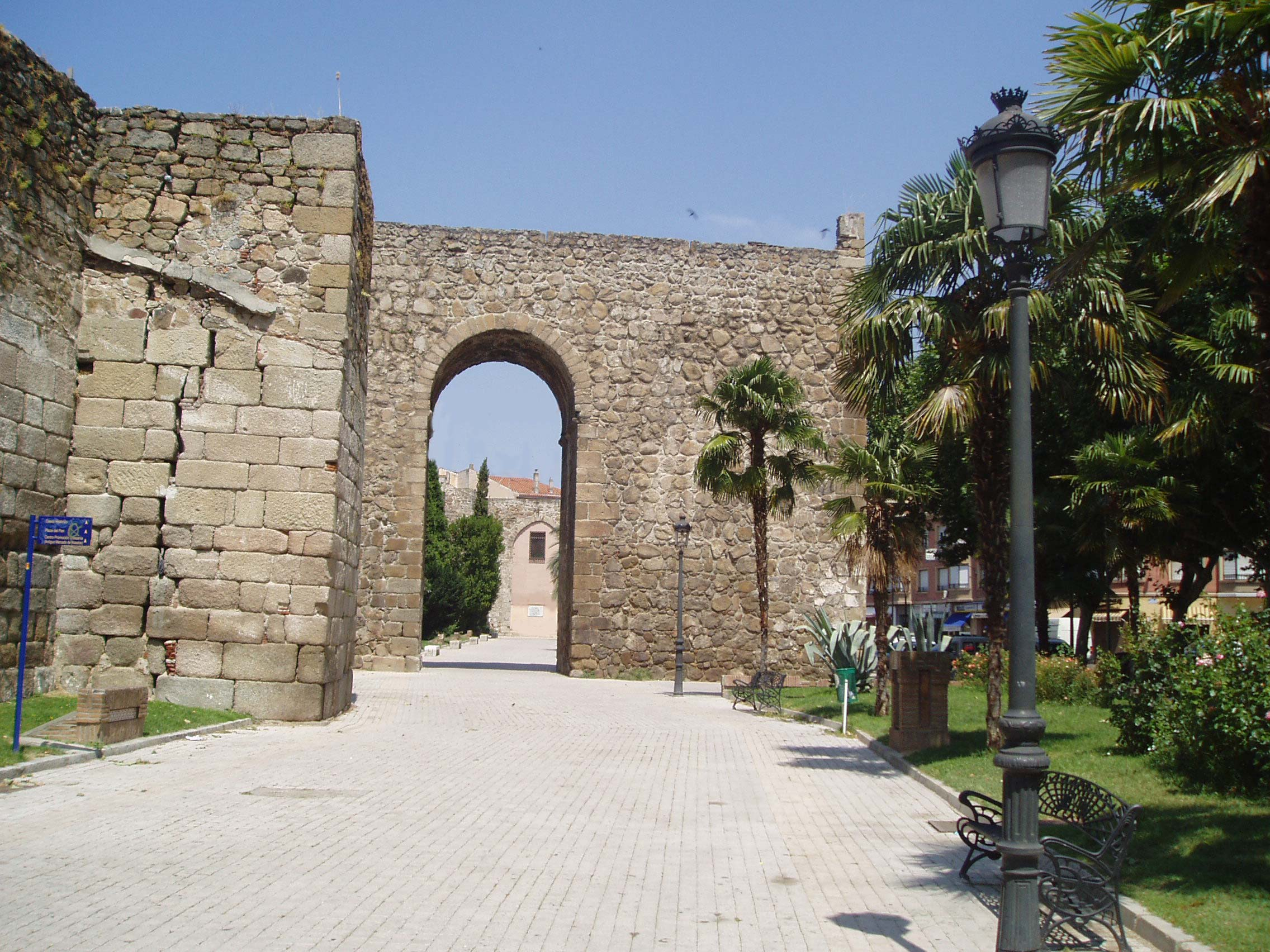
Muralla y restos del alcázar árabe de Talavera de la Reina.

## Vida
Aunque existen dudas acerca de la fecha exacta de su nacimiento, parece ser que sucedió alrededor del año 760. Hijo de Yusuf al-Muladí, parece que su padre fue un cristiano convertido al islam. En su juventud fue sirviente del militar árabe Aysun, con quien luchó como aliado de Carlomagno contra la ciudad de Zaragoza. El emperador tomó como rehén al padre de Aysun acusándolo de haberle informado mal. Amrus viajó al norte con Aysun y uniéndose al ejército de los vascones derrotó a los francos en la batalla de Roncesvalles. Desde ese momento se convierten en servidores del emir de Córdoba. Posteriormente se hicieron servidores del guerrillero Matruh y en el 785 tomaron Zaragoza y Huesca, pero este posteriormente fue asesinado por Amrus, dando así pruebas al emir de Córdoba de su lealtad.

## Carrera política
Alhakén I para premiarle le nombró gobernador (walí) de Talavera de la Reina (Medina al-Talabaira), y le hizo entrega de su alcázar para gobernar esta importante ciudad clave en la defensa de al-Ándalus. En esta ciudad Amrus se casó, y se sabe que al menos tuvo un hijo llamado Yusuf ben Amrus. En el año 797 varios nobles toledanos que siempre habían querido separarse del Emirato de Córdoba y formar el suyo propio se rebelaron contra el emir Alhakén I entre ellos Humayd y Girbib.
Amrus ben Yusuf pagó notables cifras de dinero a otros nobles del clan de los Banu Majsi para que traicionaran y entregasen a los rebeldes, y así lo hicieron cortándoles la cabeza, que fueron enviadas a Talavera de la Reina. Los clanes reinantes en Talavera de la Reina eran de etnia bereber, mientras que los Banu Majsi eran árabes, por lo que había una notable enemistad entre ellos y las guerras entre Toledo y Talavera de la Reina eran habituales. La misma noche que los Banu Majsi entregaron las cabezas de los rebeldes fue aprovechada su estancia en el alcázar para acabar con su vida. En el 797 los toledanos, aprovechando una salida de Amrus a Zaragoza, atacan Talavera de la Reina, prenden a su hijo y gobernador en funciones Yusuf, y los llevan a Toledo. Amrus regresa esa ciudad con sus tropas y sofoca la revuelta. En recompensa el emir lo nombró gobernador de Toledo y de la Marca Superior. En el año 799 acabó con el también rebelde Bahlul ibn Marzuq conquistando Zaragoza. En el año 802 reconquista su ciudad natal Huesca, dejando de gobernador a su primo Sabrit, mientras parte hacia el Ebro y funda la ciudad de Tudela dejando allí a su hijo Yusuf de gobernador. Al año siguiente el campamento fue atacado por el clan vascón de la familia Arista ayudados por los Banu Qasi. En el año 806 supo de nuevas conjuras en Toledo para rebelarse contra Córdoba. Mandó construir una fortaleza con foso y el día de la inauguración partió de Talavera de la Reina e invitó a todas las familias nobles toledanas que se conjuraban contra el Emirato de Córdoba a la fiesta que asistiría el futuro emir Abderramán II, quien sólo contaba catorce años de edad.
Según los invitados entraban a la fiesta eran decapitados en presencia del emir y arrojados al foso en lo que históricamente se conoce como "jornada del foso de Toledo" o "noche toledana". El emir quedó tan impresionado por esa orgía de sangre que durante toda la vida le quedaron secuelas psíquicas y físicas como un tic nervioso en los ojos.
En el año 809, muerto el conde Aureolo, viajó al norte y sometió los valles aragoneses. En 812 tuvo una serie de tratos con Carlomagno, pero tras ser llamado a consultas a Córdoba el emir le perdonó y le mantuvo todos sus cargos.
Se desconoce la fecha y lugar exacto de la muerte de Amrus: unas fuentes lo cifran en 813 y otras en 814; el lugar también depende de las fuentes aunque los dos lugares citados son Zaragoza o Talavera de la Reina.
La familia Banu Amrus (en árabe: بنو عمروس‎) continuó fiel a Córdoba y sirviendo al emir en la zona del alto Ebro.